# Ligne d'Elne à Arles-sur-Tech
La ligne d'Elne à Arles-sur-Tech est une ligne ferroviaire française partiellement déclassée qui reliait Elne à Arles-sur-Tech dans le département des Pyrénées-Orientales. Aujourd'hui exploitée en trafic fret jusqu'au Boulou, elle constitue la ligne 680 000 du réseau ferré national.

## Histoire

### Chronologie
- 31 janvier 1880 : déclaration d'utilité publique[3],
- 20 novembre 1883 : concession à la Compagnie du Midi[4],
- 18 août 1889 : mise en service d'Elne à Céret[5],
- 26 juin 1898 : mise en service de Céret à Arles-sur-Tech[6],
- 23 mai 1940 : fermeture du service des voyageurs,
- 17 octobre 1940 : fermeture du service des marchandises entre Amélie-les-Bains et Arles-sur-Tech,
- 9 juillet 1952 : déclassement d'Amélie-les-Bains à Arles-sur-Tech,
- 3 avril 1972 : fermeture du service des marchandises entre Céret et Amélie-les-Bains,
- 26 juillet 1973 : déclassement de Céret à Amélie-les-Bains.

### Origine
À la suite d'une demande du Conseil général des études pour un chemin de fer de Perpignan à Arles-sur-Tech sont réalisées en 1872 par l'ingénieur en chef Tastu. Le projet comprend deux projets de tracé pour une première section rejoignant Le Boulou, puis il y a une traversée du Tech pour rejoindre et bien desservir Céret et enfin ce tracé est le plus souvent sur la rive droite pour rejoindre Arles-sur-Tech. Ces études se poursuivent en cabinet.

### Création
Un « chemin de fer d'Elnes à Arles-sur-Tech » est déclaré d'utilité publique à titre d'intérêt général par une loi du 31 janvier 1880. Ce texte autorise le ministre des travaux publics à ouvrir le chantier de construction suivant les règles en vigueur. Une loi spécifique définira les conditions de concession et ou d'exploitation de cette ligne. Le Conseil général regrette cette décision prise par l'État pour un tracé qui était rejeté par l'ensemble des communes appuyées par leurs représentants au département. Le Préfet indique qu'il estime une ouverture des chantiers de construction en 1881. En 1882, les travaux de la ligne ont débuté. Le chantier est réalisé en trois sections : 1- d'Elne au Boulou, 2- du Boulou à Céret et 3- de Céret à Arles-sur-tech. En 1883 le crédit ouvert est de 650 000 francs, il comprend notamment sur la première section, l'agrandissement de la gare d'Elne et le raccordement à la ligne de Narbonne à Port-Bou (frontière), les travaux de la deuxième sont en cours, notamment les ouvrages d'art, et pour la troisième, le tracé a été approuvé en 1882 et le dossier d'enquête sur les stations est en préparation.
Le 20 novembre 1883 une loi approuve la convention provisoire conclue entre la Compagnie des chemins de fer du Midi et du Canal latéral à la Garonne et le ministre des travaux publics. Cette convention a précise notamment : la concession à titre définitif de la ligne d'Elne à Arles-sur-Tech ; que l'État réalise : les achats des terrains, les terrassements et ouvrages d'arts, les stations et les chemins nécessaires, les maisons de garde et les barrières des passages à niveau ; les décisions de tracé et d'emplacement de stations seront faits après échange avec la compagnie. Lors de la remise de la ligne par l'État la possibilité d'un comité d'arbitrage est prévu pour régler les problèmes éventuels. La compagnie prend à sa charge les travaux des superstructures et doit mettre en service les sections terminées reliant de gares importantes.
En 1884, les chantiers sont ouverts sur la section d'Elne à le Boulou. Pour l'exercice 1885, un crédit de 1 million est affecté aux travaux de cette ligne. L'objectif est de terminer les deux premières sections pour les livrer à la compagnie en 1886. Pour la troisième section, le programme de réalisation du tronçon de Céret à Amélie-les-Bains doit être terminé et présenté dans trois mois. En 1887, sur les deux premières sections, entre Elne et Céret, les travaux de terrassement et de construction des ouvrages d'arts sont terminés, il ne reste que « quelques parachèvements » à exécuter. Sur la dernière section un changement de tracé a été décidé entre Céret et Amélie-les-Bains, à l'étude en 1886 il permet une économie de 500 000 francs. Ce tronçon doit être terminé avant d'engager les travaux sur la partie entre Amélie-les-Bains et Arles-sur-Tech. Pour 1887, le crédit de 200 000 frs a été porté à 430 000 frs pour financer les chantiers de superstructure réalisés par la Compagnie du Midi à partir de la fin du mois de septembre. Les lots des maisons de gardes et des barrières des passages à niveau sont en cours de réalisation. Le 9 décembre 1887, l'État remet à la compagnie du Midi l'infrastructure terminée des deux premières sections. Elle établit un projet de superstructures qui, en juillet 1888, doit être remanié avant d'être approuvé. La troisième section de Céret à Arles-sur-Tech, comporte trois lots : les deux premiers entre Céret et Amélie-les-Bains en sont à l'étude des projets d'exécution et le dernier entre Amélie-les-Bains et Arles-sur-Tech a le tracé arrêté et le projet d'exécution sera mis à l'étude quand les deux premiers seront terminés. En juillet 1889, la partie de la ligne entre Elne et Céret est pratiquement terminée et donc proche de l'ouverture. De Céret à Amélie-les-bains l'achat des terrains est en cours et sur la dernière portion le projet d'exécution est en cours de réalisation.

### Mises en service
L'inauguration de la section entre les gare d'Elne et de Céret est prévue le 23 août en présence du ministre des travaux publics mais finalement « à l'insu et contre leur attente », les députés ont appris la mise en service, sans inauguration, le 18 août 1889. La section suivante de Céret à Arles-sur-Tech est ouverte au trafic le 26 juin 1898.

### Les compagnies
Le 1er janvier 1934, la Compagnie des chemins de fer du Midi et du Canal latéral à la Garonne constitue une communauté d'intérêt financière, commerciale et technique avec la Compagnie du chemin de fer de Paris à Orléans pour l'exploitation commune des deux réseaux. Toutefois, chacune des deux compagnies conserve la concession des lignes qu'elle a obtenu de l'État. À la nationalisation des grandes compagnies le 1er janvier 1938 qui a donné naissance à la SNCF cette dernière récupère la concession de la ligne.
Le 1er janvier 1997, l'ensemble des lignes du réseau ferré national est devenu la propriété de Réseau ferré de France (RFF) qui a assuré jusqu'au 31 décembre 2014 la gestion de cette ligne. La SNCF redevient concessionnaire et exploitant de la ligne en 2015.

### Électrification
La ligne est électrifiée en 1 500 V continu entre Elne et le Boulou (en même temps que la Ligne de Narbonne à Port-Bou entre Narbonne et Elne) le 18 septembre 1981 (mise sous tension, l'exploitation a débuté le 23 septembre). Elle comporte une sous-station d'alimentation située à proximité du Boulou à Banyuls-dels-Aspres.

### Fermetures
La totalité de la ligne est fermée au service des voyageurs le 23 mai 1940. Elle est fermée partiellement au service des marchandises par étapes : le 17 octobre 1940 entre Amélie-les-Bains et Arles-sur-Tech à la suite des inondations d'octobre 1940 qui ont gravement endommagé l'infrastructure sur ce tronçon ; le 3 avril 1972 entre Céret et Amélie-les-Bains.

### Déclassement partiel
Le déclassement de la section d'Amélie-les-Bains à Arles-sur-Tech (PK 511,146 à 515,015) a lieu le 9 juillet 1952. Celui de Céret à Amélie-les-Bains (PK 504,800 à 511,146) le 26 juillet 1973.

### Signalisation
Au début du XXe siècle, l'espacement des trains est assurée au moyen du cantonnement téléphonique. Une liaison radio sol-train sans transmission de données est installée entre Elne et Le Boulou.

### La ligne en 2017-2019
En 2019, la ligne, exploitée d'Elne à Le Boulou, « est identifiée dans ce cadre comme une ligne en antenne sans point de croisement, exclusivement réservée au trafic fret (type A2 avec exploitation avec plusieurs rames) ». Le chantier, en cours, consiste à la mettre aux normes du système Block automatique à permissivité restreinte (BAPR) avec voie banalisée à compteur d'essieux.

## Caractéristiques

### Tracé et profil
C'est une ligne à voie unique au profil moyen, les déclivités atteignaient 18 ‰. Le rayon des courbes s'abaissait à 300 m.

### Ouvrages d'art
Il subsiste quatre viaducs enjambant le fleuve Tech (dont un pont-cage supportant à l'époque la route et la voie ferrée au-dessus au Pont de Reynès, sur la commune de Reynès. À noter que la crue de 1940, qui a détruit la gare d'Amélie-les-Bains et rendue la ligne inutilisable en amont du tunnel d'Amélie-les-Bains a affouillé la pile centrale du viaduc de la Forge de Reynès, sans dommage majeur et les circulations purent reprendre jusqu'à une gare aménagée en aval du tunnel d'Amélie-les-Bains. On compte trois tunnels qui sont ceux de : Le Vila (long de 66 m), Amélie-les Bains (long de 180 m, et devenu garage municipal et des pompiers de la commune) et enfin celui de 115 m à l'entrée d'Arles. La plate-forme est réutilisée à partir des années 2010 pour une voie verte jusqu'à Arles-sur-Tech, dans le cadre du schéma cyclable départemental des Pyrénées-Orientales. Quelques chemins et routes ont réutilisé partiellement la plate-forme.
Cette forte crue des 17 au 20 octobre 1940, a marqué les lieux et les populations d'alors, avec ses ruines et pertes de vies humaines. De plus, sur la ligne de Narbonne à Port-Bou, une locomotive à vapeur avec cinq personnes à son bord, lancée en éclaireur pour voir si la ligne était en état au sud de la gare d'Elne, a sombré lors de l'effondrement du pont sur le Tech, et s'est ensablée dans le limon, ses passagers retrouvés morts en aval,.. Cette locomotive sera sortie des eaux du Tech quelques mois après pour être nettoyée au dépôt de Narbonne et reprendre du service en ces temps troublés, preuve que le matériel anciennement Midi était solide et à toute épreuve…[réf. nécessaire]

## Exploitation
Depuis 2019, l'espacement des trains est assuré au moyen du BAPR à compteur d'essieux. Il subsiste aujourd'hui un trafic important de fret entre Elne et le Boulou, la section de Saint-Jean-Pla-de-Corts à Céret a le statut de ligne non exploitée.

## Projets
Entre Le Boulou (sortie de l'auto-port) et la gare de Céret, la voie est neutralisée mais encore en place. En 2003, une étude de RFF sur le devenir des lignes non exploitées en Languedoc Roussillon a conclu sur "l’intérêt du maintien dans le RFN [Réseau ferré national] afin de préserver la possibilité de remettre en place un service voyageurs, qui puisse jouer un rôle dans l’organisation des déplacements à l’échelle de l’aire urbaine de Perpignan".

Les emprises ferroviaires, encore existantes à l'ouest de la gare de Céret, sont réutilisées dans le cadre de l'aménagement de la Voie Verte dite « en Pays Pyrénées Méditerranée ». À l'été 2012, cet aménagement est soumis à enquête publique, puis il est réalisé durant les années 2010.

## Photographies

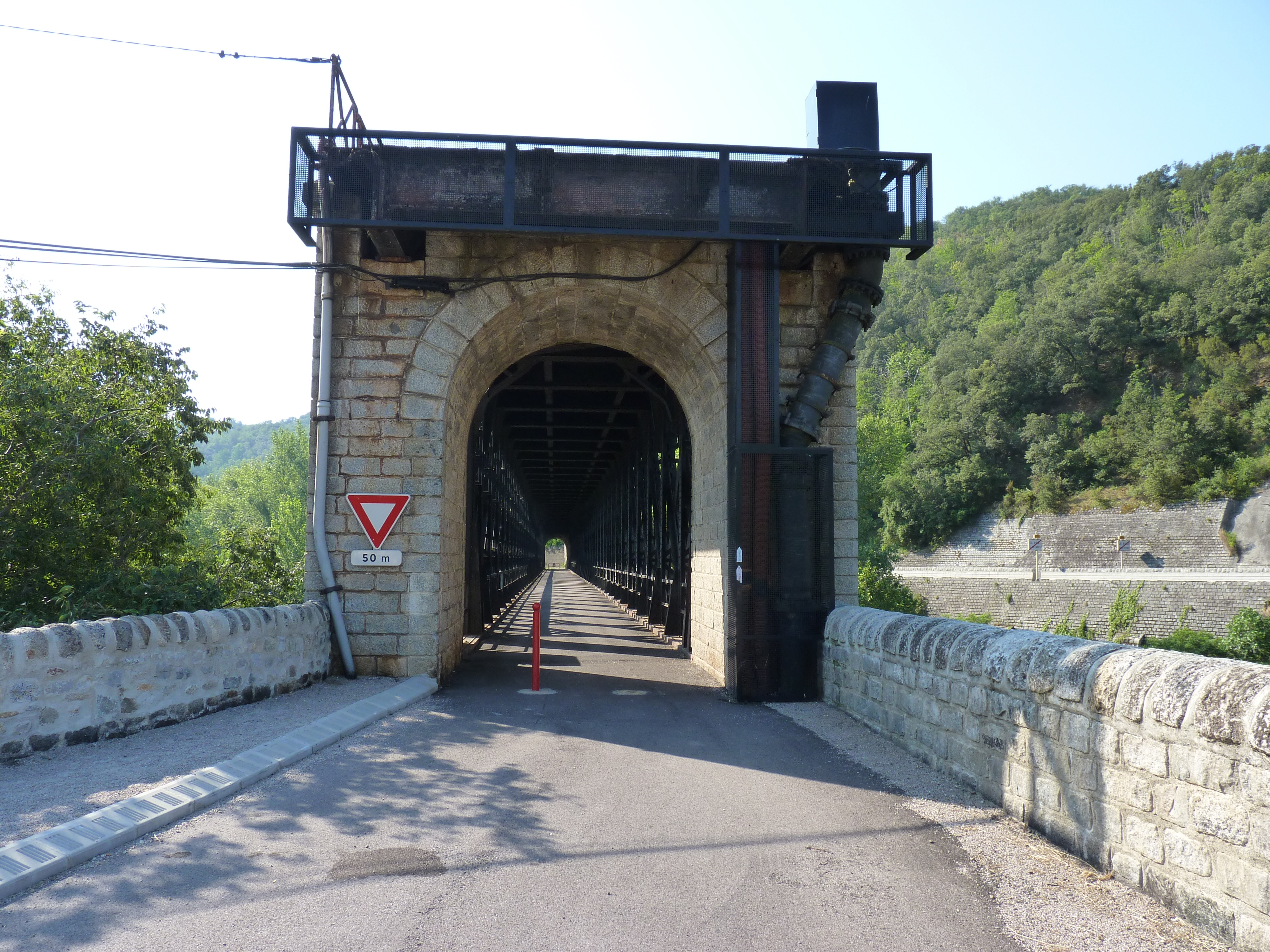
Le pont de Reynès, approche rive droite du Tech.
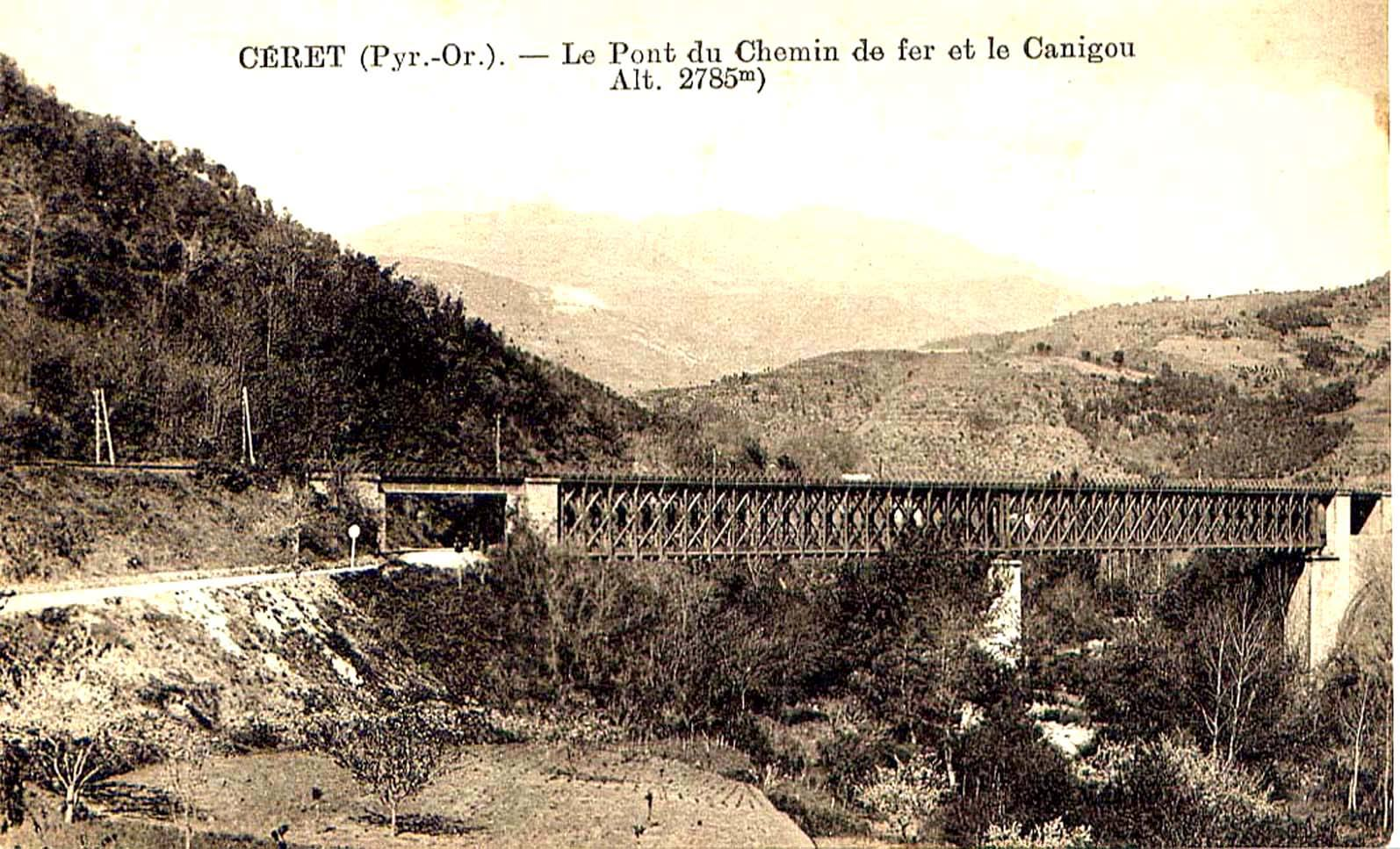
Vue d'ensemble du pont de Reynès.
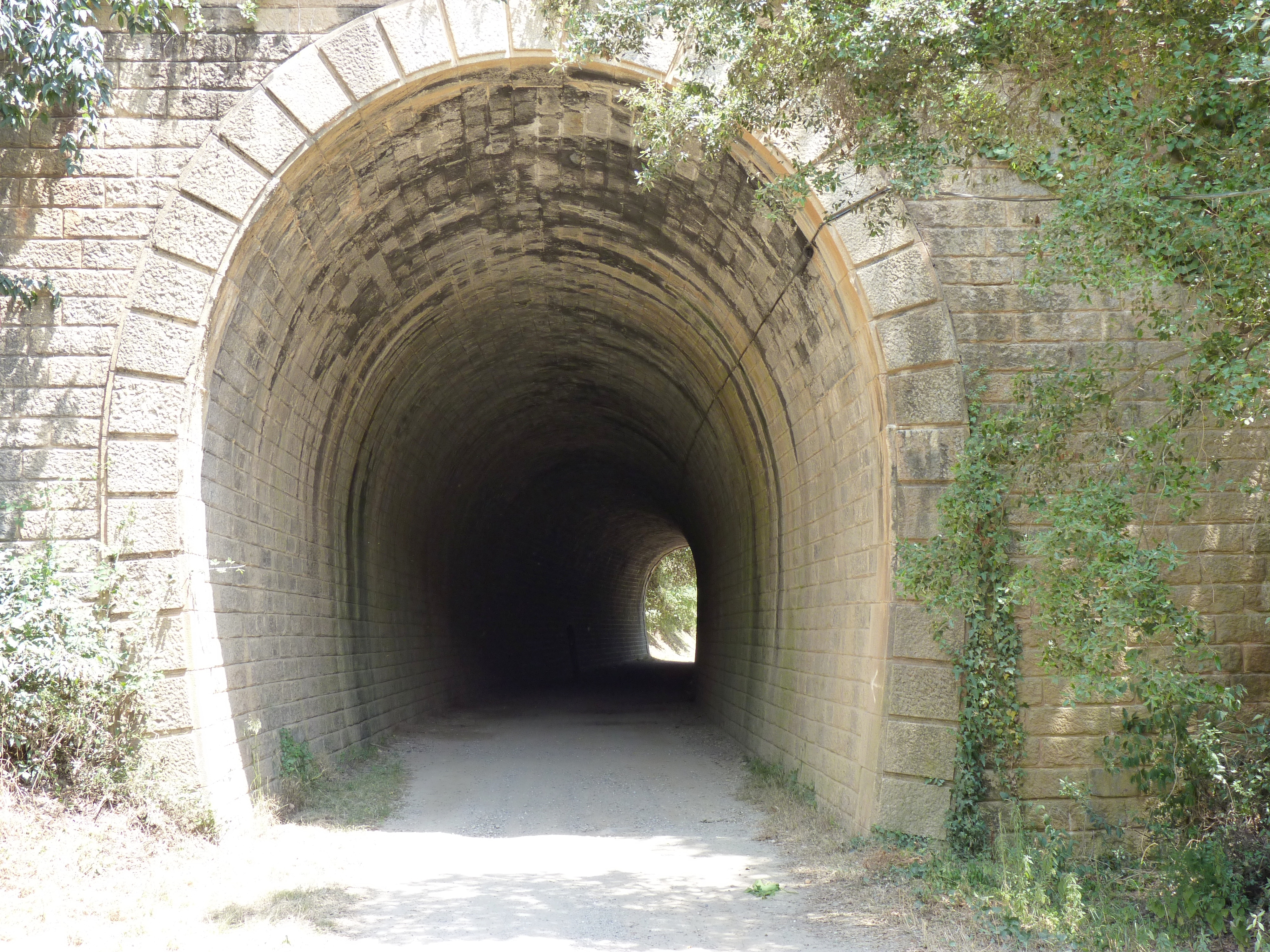
Le tunnel de Vila, à Reynès.
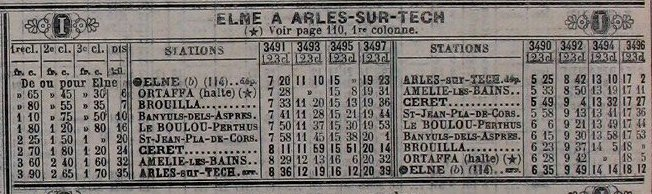
Horaires de la ligne, en 1912.